# Jan Schulz
Jan Schulz (maig de 1899 – maig de 1953) fou un mestre d'escacs txecoslovac.

## Resultats destacats en competició
Fou 2n, rere Karel Opočenský, a Belun 1916; campió a Praga 1920, empatà als llocs 6è a 8è a Praga 1921 (els guanyadors foren Karel Hromádka i František Treybal), empatà als llocs 5è a 7è a Brno 1921 (varen guanyar Hromádka, Karel Treybal i Ladislav Prokeš), i va quedar campió a Praga 1924 (1r Memorial Kautsky).
Schulz va participar en la I Olimpíada d'Escacs no oficial de Paris 1924, on Txecoslovàquia hi va guanyar la medalla d'or en la classificació per equips (van puntuar per a l'equip Karel Hromádka, Jan Schulz, Karel Vaněk, i Karel Skalička). En l'apartat individual, Schulz assolí el segon lloc del Torneig de consolació, rere el seu compatriota Hromádka. També va participar posteriorment a la II Olimpíada d'Escacs de L'Haia 1928.
Va empatar en els llocs 3r a 5è a Bratislava 1925 (guanyà Richard Réti), quedà 6è a Bardejov 1926, fort torneig en què aconseguí la millor actuació de la seva carrera, amb una performance-Elo de 2537 (guanyaren el torneig Hermanis Matisons i Savielly Tartakower), quedà 5è a Trencianske Teplice (guanyaren Karl Gilg i Boris Kostić), quedà 1r amb Karel Skalička a Praga 1926 (3r Memorial Kautsky), empata als llocs 5è a 8è a Praga 1927 (guanyador: Hromádka), fou 2n rere Opočensky a Brno 1929, i empatà als llocs 5è-6è a Mnichovo Hradiště (guanyador; Iefim Bogoliúbov).